# التحكم في أصل تسمية المنشأ

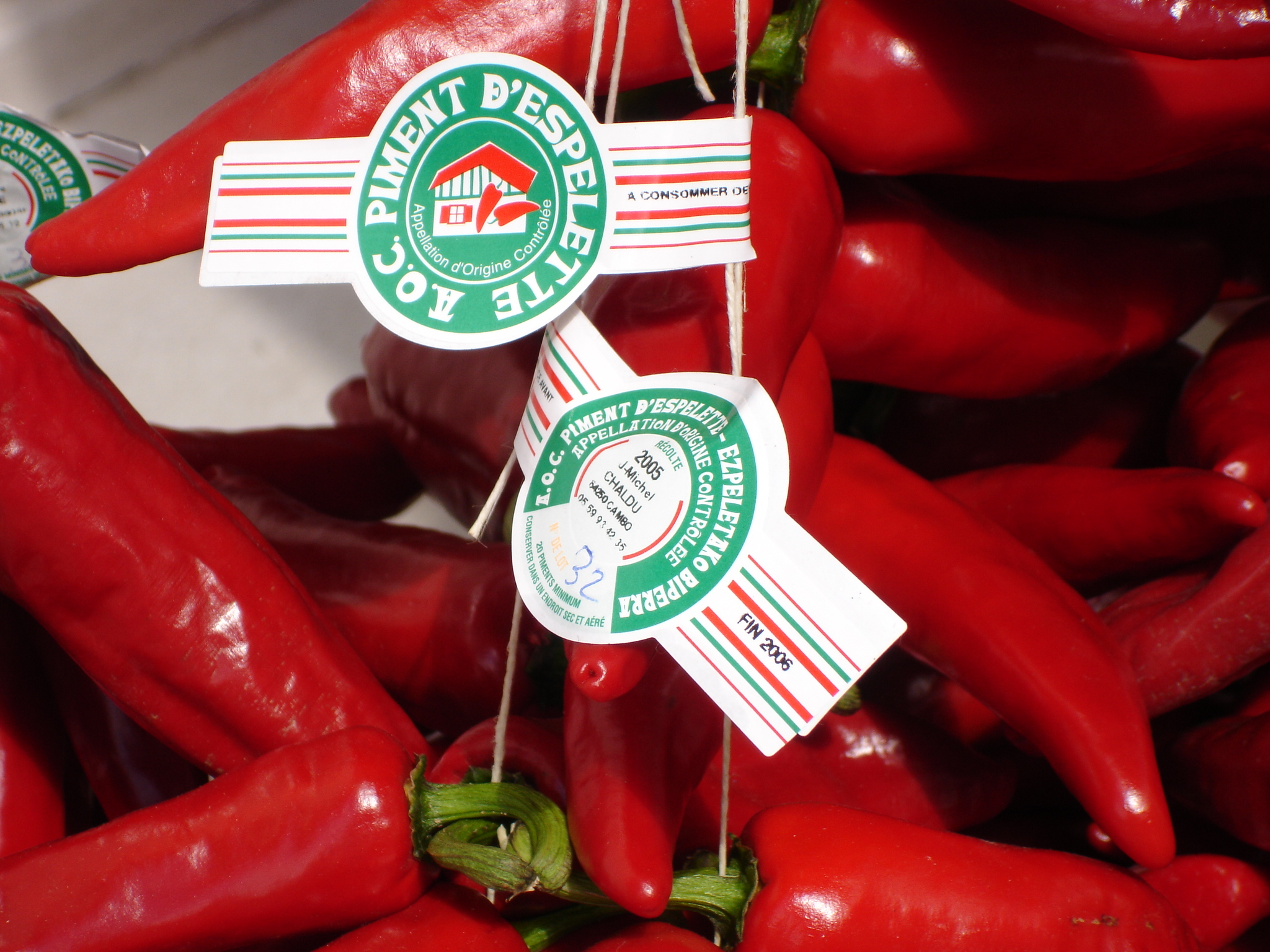

التحكم في أصل تسمية المنشأ (ذو شاهد) (بالفرنسية: Appellation d'origine contrôlée)، هي شهادة فرنسية ممنوحة لمنتجات ذات الدلالات الجغرافية الفرنسية المحددة، وهي الخمور والجبن والزبدة والمنتجات الزراعية الأخرى، فهي تشير إلى اللوائح المعمول بها في فرنسا لتحديد معايير الجودة لمنتجات مثل الجبن والنبيذ، وربط أسماء المنتجات إلى مناطق جغرافية محددة.
كل ذلك تحت رعاية مكتب حكومة المعهد الوطني لتسميات المنشأ، الذي يدعى الآن المعهد الوطني للمنشأ والجودة (INAO).